# Regent's Park
Regent's Park (oficialment The Regent's Park) és un dels parcs reials de Londres. Està situat al nord del centre de Londres, en part al barri de  Westminster i en part al barri de Camden.

## Descripció
Al Regent's Park s'hi troben els parterres de flors més sofisticats de Londres. Al nord hi ha el zoo de Londres, travessat d'una banda pel Regent's Canal, que data de 1820. Al nord-oest, s'agafa la St. John's Wood Road, passant al costat del Lord's Cricket Ground, en direcció d'Abbey Road. Al sud-est del parc s'hi troba el Cumberland Terrace de  John Nash, un carrer vorejat de cases d'estil gregorià. Al sud hi ha dos museus coneguts, Madame Tussauds i el  museu Sherlock Holmes.

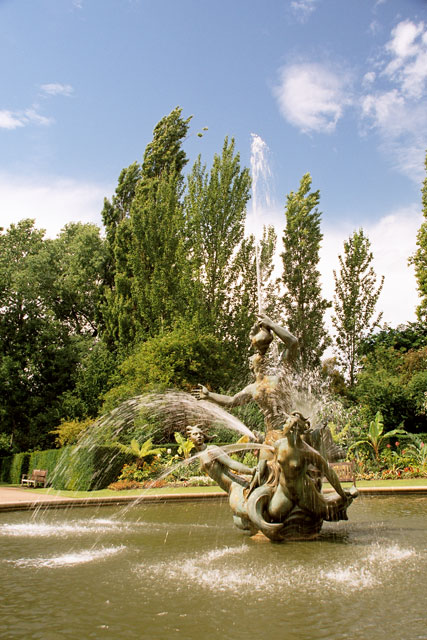
La Triton Fountain als jardins de la Queen Mary

El parc té una circumval·lació exterior, l'Outer Circle (el cercle extern) i una circumval·lació interior, l'Inner Circle (el cercle intern) que conté la part més treballada del parc, els jardins de Queen's Mary. Dues carreteres que enllacen les circumval·lacions delimiten una zona més enllà de la qual el parc està reservat als vianants. El sud, l'est i la major part de l'oest del parc són vorejats per les elegants terrasses decorades d'estuc blanc, prolongant cases dissenyades per  John Nash. Serpentejant a través de l'extrem nord del parc, el Regent's Canal enllaça el Grand Union Canal amb els antics Docklands.
Els 2 km² de superfície del parc (487 acres) són en gran part espai obert, oferint una àmplia gamma d'equipaments i de disposicions amb jardins, un llac ornitològic i lleure nàutic, terrenys d'esport i àrees de jocs per a infants. L'extrem nord-est del parc acull el zoo de Londres. Hi ha diversos jardins públics, guarnits amb flors i estructures diverses, comptant-s'hi el Queen's Mary Garden dins els límits de l'Inner Circle i on està situat l'Open Air Theatre; al prolongament sud-est els  jardins a la italiana ben estructurats contrastenamb els  jardins a l'anglesa de formes més lliures; és també a Regent's Park que s'hi troben els jardins de Saint John's Lodge. Winfield House, la residència oficial de l'ambaixador dels Estats Units al Regne Unit s'erigeix sobre un terreny privat a la part oest del parc. No lluny s'hi troba la gran mesquita de Londres amb la seva cúpula, punt visible des de diferents indrets del parc.
Situat just fora de la part sud de l'Inner Circle es troba el Regent's College, un consorci d'escoles reputades, que és la seu també de la London Business School (LBS), de l'European Business School, el British American College London (BACL) i la Webster Graduate School entre d'altres.
Al nord del parc s'hi troba Primrose Hill, un parc que ofereix boniques vistes sobre  Westminster i la Ciutat de Londres. Primrose Hill és un parc reial que pertany a la Corona. El manteniment és garantit per la Royal Park Agency amb una contribució dels Consells de Westminster i de Camden.
Primrose Hill no pertany a la Corporació de Londres.

## Història dels llocs

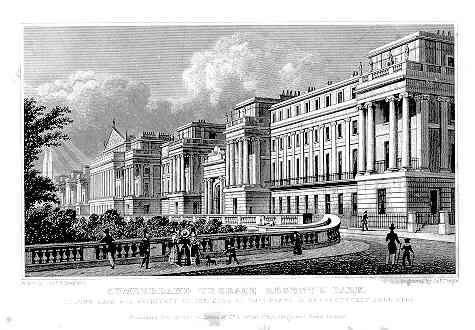
Cumberland Terrace a l'est de Regent’s Park, és la terrassa més gran construïda per Nash dominant el parc.

La finca que era abans coneguda amb el nom de Marylebone Park era propietat de la Corona de feia segles i era llogada al duc de Portland com a terreny de caça. Quan l'arrendament va expirar el 1811, el príncep regent (que havia d'esdevenir el rei  Jordi IV) va encarregar l'arquitecte  John Nash d'elaborar un pla d'ordenació sobre aquestes terres. Al començament Nash va imaginar un hotel de gran luxe per al príncep i un conjunt de pavellons per als seus amics, però quan es va passar a la realització a partir de 1818, el projecte del palau i la majoria pavellons van ser abandonats. Tanmateix les terrasses d'aquests pavellons projectats a la perifèria del parc van ser en gran part construïdes. Nash no va executar tots els detalls ell mateix; a diversos punts els acabaments van ser fets per altres arquitectes com el jove Decimus Burton. El projecte de Regent's Park va ser integrat a altres projectes construïts per al príncep regent per Nash, com Regent Street i la terrassa de Carlton House. El parc va ser una primera vegada obert al públic el 1845, de manera inicial dos dies per setmana.
Els jardins de Queen's Mary a l'Inner Circle van ser creats als anys 30, obrint aquesta part del parc al públic per primera vegada. Anteriorment, el lloc servia de planter abans de ser llogats a la Royal Botanic Society. El 1982 l'IRA va cometre un atemptat al parc; una bomba va explotar al quiosc de música, matant set soldats. Els terrenys d'esport dels quals el revestiment havia estat executat amb un mal drenatge després de la Segona Guerra Mundial, ha estat recautxutat entre 2002 i 2004, i el s'hi ha construït una nova sala d'esport el 2005.
El 7 de juliol de 2006, el parc va ser el lloc de commemoració dels atemptats del 7 de juliol de 2005 a Londres. Membres del públic van col·locar bocins de mosaic sobre set fulles violetes. Després membres de les famílies de les víctimes van dipositar-hi bocins grocs per acabar el mosaic.

## Esports

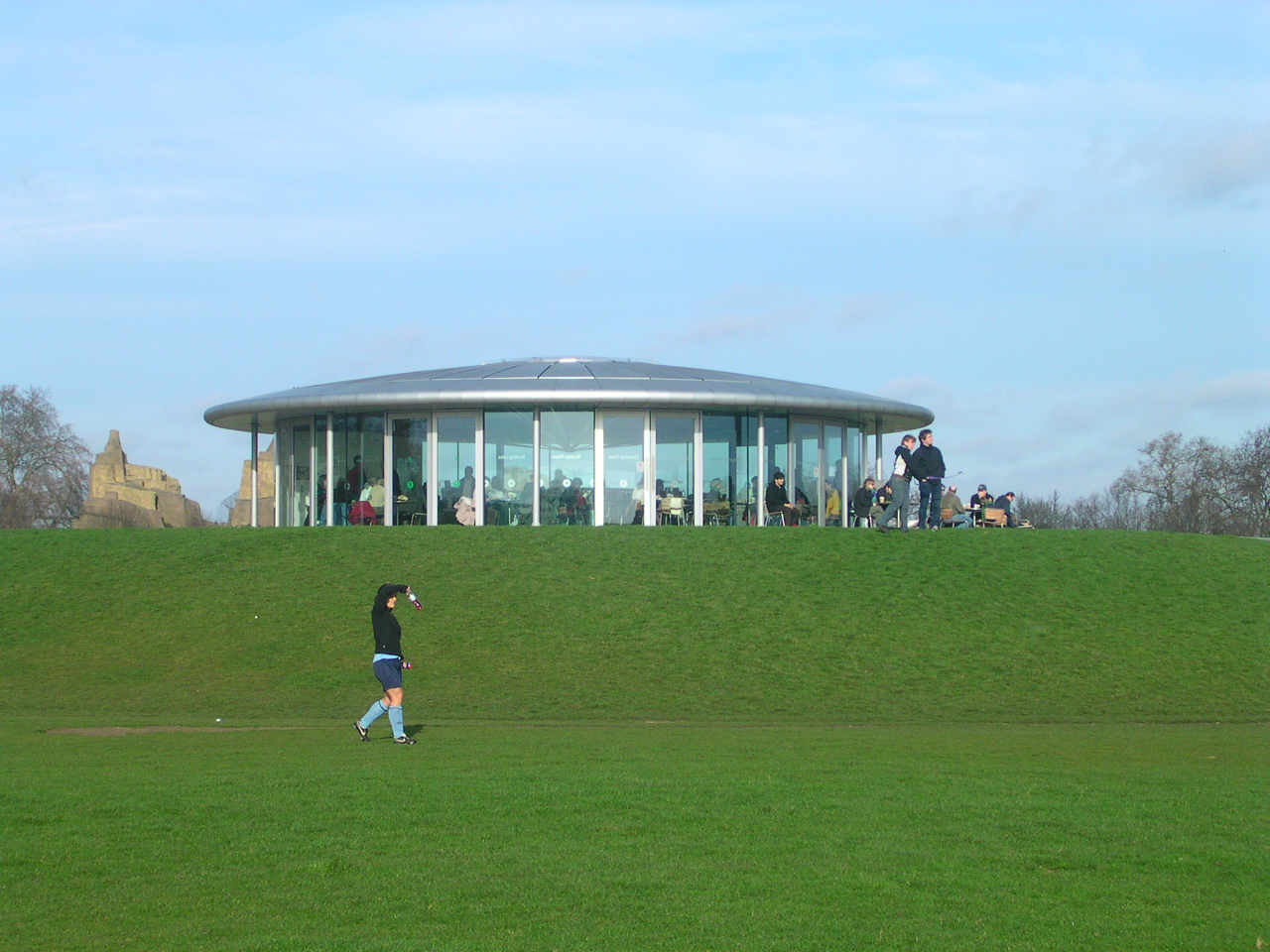
El club

Els aficionats poden practicar una gran varietat d'esports al parc com el tennis, el netball, l'atletisme, el criquet, el softbol, el rounders, el futbol, l'hoquei, el futbol australià, el rugbi i l'ultimate. Hi ha tres terrenys d'esport per als infants i es pot anar en vaixell al llac principal.
Era previst que el parc jugués un paper important als Jocs Olímpics d'Estiu de 2012, ja que havia de rebre les competicions de beisbol i de softbol, però aquests esports no han estat inclosos al programa olímpic el 2012. Tanmateix les proves de ciclisme en carretera passaran per Regent's Park. El parc és també el lloc on entrena el club londinenc de shinty, el London Camanachd (el shinty és un joc d'equip escocès, avantpassat de l'hoquei sobre gespa). S'hi organitzen regularment trobades de shinty.

## Les vil·les

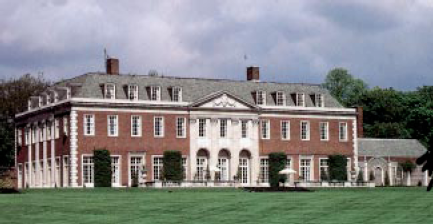
Winfield House

Vuit vil·les han estat construïdes al parc. Heus aquí sota la llista del seu nom tal com es dona al plànol de Londres de Christopher i John Greenwood (segona edició de 1830)  Arxivat 2016-03-03 a Wayback Machine..

### A la rodalia de la part oest del parc
- La Marquess of Hertford's Villa: reconstruïda en Winfield House als anys 30, avui és la residència de l'ambaixador dels Estats Units.
- La Grove House: una residència encara privada.
- L'Hanover Lodge: en restauració d'ençà 2005.
- L'Albany Cottage: enderrocat. L'indret ara és ocupat per la gran mesquita de Londres.

### Al voltant de l'Inner Circle
- El St. John's Lodge: una residència encara privada, tot i que una part del seu jardí ara és obert al públic. Això resulta d'un acord amb els propietaris que permet al públic de gaudir del seu jardí.
- L'Holme: una residència encara privada. L'Hanover Lodge (actualment en important restauració), el St. John's Lodge i l'Holme pertanyen a la mateixa família.
- La South Villa: Seu de l'observatori de George Bishop  transformat el 1836 al costat de la casa i equipat amb un refractor Dolland de 7 polzades.  Hind,  Vogel,  Marth,  Talmage,  Pogson i  Dawes hi han estat per a observar el cel. L'observatori va tancar quan Bishop va morir el 1861. Els instruments i la cúpula es van traslladar a Meadowbank a l'estadi de Twickenham el 1863. Després l'observatori de Twickenham va tancar el 1877 i els instruments van ser donats a l'observatori reial de Nàpols (Observatori Astronòmic de Capodimonte).

### A la rodalia del costat est del parc
- La Sir H. Taylor's Vil·la: enderrocada, l'indret forma ara part de la gran gespa.

El 1832, Holford House, la més gran de les vil·les en aquell temps, va ser construïda al nord d'Hertford House on Finchley Road i Avenue Road troben Regent's Park. El 1856 es va fer el Regent's Park College (que va ser traslladat a Oxford el 1927). El 1944, durant la Segona Guerra Mundial, Holford House va ser en gran part destruït per un bombardeig. Va ser enderrocat el 1948.
Entre 1988 i 2004, sis noves vil·les han estat construïdes per la Corona al límit nord-oest del parc, entre l'Outer Circle i Regent's Canal. Han estat dissenyades per Quinlan Terry segons diferents estils tradicionals i han estat anomenades en conseqüència: la coríntia, la gòtica, la jònica, la regència, el toscà i la veneciana.  Arxivat 2007-12-13 a Wayback Machine.

## Altres atraccions
Les façanes sorprenents de Park Crescent dissenyades per John Nash han estat preservades tot i que el que hi havia darrere hagi estat transformat en oficines als anys 1960.